# Le Sart (Fesmy)
Le Sart est une localité de la commune de Fesmy-le-Sart et une ancienne commune française, située dans le département de l'Aisne en région Hauts-de-France.

## Toponymie
Le toponyme Sart est un nom issu du bas-latin sartum (défrichement), doit originairement se lire « l'Essart »,.

## Histoire
La commune de Le Sart a été créée lors de la Révolution française. Le 1er mai 1972, elle est supprimée à la suite d'un arrêté préfectoral du 13 avril 1972. Son territoire est alors rattaché à la commune voisine de Fesmy par le même arrêté et la nouvelle entité prend le nom de Fesmy-le-Sart. Les deux communes ont déjà été regroupées en 1807 par décret du 12 juillet 1807 avant d'être scindé par décret du 29 mai 1830.

## Géographie
Avant sa suppression, Le Sart était la commune la plus au Nord du département de l'Aisne, situé à proximité de la limite départementale entre l'Aisne et le Nord. La commune avait une superficie de 4,18 km2

## Administration

### Administration municipale
Jusqu'à sa suppression en 1972, la commune faisait partie du canton du Nouvion-en-Thiérache dans le département de l'Aisne. Elle portait le code commune 02700. Elle appartenait aussi à l'arrondissement de Vervins depuis 1801 et au district de Vervins entre 1790 et 1795.
Le Sart ne dispose d'une administration propre de type commune associée ou nouvelle, mais elle conserve une mairie annexe, qui était le siège de la municipalité du Sart avant la fusion, et un bureau de vote.

### Liste des maires
La liste des maires de Le Sart est :
| Période                                  | Période    | Identité | Étiquette | Qualité |
| ---------------------------------------- | ---------- | -------- | --------- | ------- |
|                                          |            |          |           |         |
| Les données manquantes sont à compléter. |            |          |           |         |
| avant 1875                               | après 1876 | Denge    |           |         |

## Démographie
Jusqu'en 1972, la démographie du Sart était :
| 1793 | 1800 | 1806 | 1821 | 1831 | 1836 | 1841 | 1846 | 1851 |
| ---- | ---- | ---- | ---- | ---- | ---- | ---- | ---- | ---- |
| 350  | 341  | 349  | -    | 504  | 469  | 462  | 464  | 489  |

| 1856 | 1861 | 1866 | 1872 | 1876 | 1881 | 1886 | 1891 | 1896 |
| ---- | ---- | ---- | ---- | ---- | ---- | ---- | ---- | ---- |
| 452  | 447  | 421  | 387  | 364  | 334  | 321  | 287  | 318  |

| 1901 | 1906 | 1911 | 1921 | 1926 | 1931 | 1936 | 1946 | 1954 |
| ---- | ---- | ---- | ---- | ---- | ---- | ---- | ---- | ---- |
| 303  | 307  | 308  | 283  | 270  | 242  | 244  | 231  | 247  |

| 1962 | 1968 | - | - | - | - | - | - | - |
| ---- | ---- | - | - | - | - | - | - | - |
| 210  | 225  | - | - | - | - | - | - | - |